# Oosteinde (Nunspeet)
Oosteinde is een buurtschap in de gemeente Nunspeet. Het ligt ten noordoosten van Nunspeet in de richting van Wessinge en Doornspijk. Oosteinde is vernoemd naar de bijliggende boerderij Huis Oosteinde.
Dorpen: Nunspeet · Elspeet · Hulshorst · Vierhouten

Buurtschappen: Grote Kolonie · Kleine Kolonie · Oosteinde · Westeinde · Zoom · Zwarte Goor

Gelderland: Steden en dorpen in Gelderland      Nederland: Provincies · Gemeenten